# 가타니시촌
가타니시촌(潟西村)은 아키타현 미나미아키타군에 있던 촌이다. 현재의 오가시 북동부, 동해와 하치로가타 서부 승수로 사이에 낀 구역에 해당한다.

## 역사
- 1889년 4월 1일 - 정촌제 시행에 의해 6촌의 구역으로  미나미아키타군 가타니시촌이 성립하였다.
- 1956년 4월 1일 - 훗토촌과 신설합병해 와카미촌이 성립하였다, 동일 가타니시촌이 폐지되었다.